# Corythopis torquatus
El mosquero terrestre norteño (Corythopis torquatus), también denominado atrapamoscas collarejo (en Colombia), coritopis o corotopo fajeado (en Ecuador), coritopis anillado (en Perú) o chupadientes (en Venezuela), es una especie de ave paseriforme de la familia Tyrannidae, una de las dos pertenecientes al género Corythopis. Es nativo de América del Sur, en la cuenca amazónica y en el escudo guayanés.

## Distribución y hábitat
Se distribuye extensamente por la cuenca del Amazonas del norte de Brasil, norte de Bolivia, este de Perú, este de Ecuador, sur y sureste de Colombia y sur de Venezuela, y por todo el escudo guayanés del este de Venezuela en la desembocadura del río Orinoco, Guayana, Surinam, Guayana francesa, y el extremo noreste de Brasil.
Esta especie es considerada poco común en su hábitat natural: los bosques húmedos subtropicales o tropicales, tanto de terra firme como estacionalmente inundables o pantanosos, entre el nivel del mar y los 1400 m de altitud, principalmente por debajo de 500 m. Es menos frecuente en crecimientos secundarios que Corythopis delalandi.

## Descripción
Mide 14 cm de longitud. Posee una cobertura negra en su dorso, parte superior del cogote y hombros. Es un ave pequeña, de color marrón claro a gris oscuro, con un pecho blanco con rayas verticales negras. Posee parches negros en las zonas superiores de su pecho, y su cola es corta.

## Sistemática

### Descripción original
La especie C. torquatus fue descrita por primera vez por el ornitólogo suizo Johann Jakob von Tschudi en 1844 bajo el nombre científico Corythopis torquata; su localidad tipo es: «valle de Chanchamayo, Junín, Perú».

### Etimología
El nombre genérico masculino «Corythopis» se compone de las palabras del griego «koruthōn, koruthōnos» que significa ‘alondra’, y «ōpos» que significa ‘apariencia’; y el nombre de la especie «torquatus» en latín significa ‘acollarado’.

### Taxonomía
Es próximo a Corythopis delalandi y podrían ser conespecíficos, pero las distribuciones se sobreponen en en centro de Brasil  (cuenca del alto río Xingú) y existen diferencias morfológicas y de vocalización importantes. Las subespecies intergradan ampliamente y existe un notable variación individual. La subespecie propuesta C. t. subtorquatus Todd, 1927, de la Amazonia boliviana, es considerada sinónimo de la subespecie nominal.

### Subespecies
Según las clasificaciones del Congreso Ornitológico Internacional (IOC)  y Clements Checklist/eBird v.2021 se reconocen tres subespecies, con su correspondiente distribución geográfica:
- Corythopis torquatus anthoides (Pucheran, 1855) – cuencas del Amazonas y del sur del Orinoco, en el sur de Venezuela, las Guayanas y Brasil (al este hasta el norte de Maranhão, al sur hasta Tocantins, norte de Mato Grosso y Rondônia).
- Corythopis torquatus sarayacuensis Chubb, 1918 – cuenca amazónica del sureste de Colombia, este de Ecuador y noreste de Perú.
- Corythopis torquatus torquatus Tschudi, 1844 – cuenca amazónica del centro este y sureste de Perú, oeste de Brasil (al este hasta el río Madeira) y norte de Bolivia.